# Les Misérables
Les Misérables (wym. [le mizeʁabl]) – francuski musical Claude-Michela Schönberga z 1980 powstały na podstawie powieści Nędznicy (1862) Victora Hugo. Musical składa się z dwóch aktów (z prologiem oraz epilogiem), trwa ok. 3 godzin. Prapremiera musicalu odbyła się 28 września 1980 w Paryżu w Palais des Sports.

## Historia spektaklu

### Paryż
Pierwsza wersja musicalu powstała w języku francuskim. Twórcą oryginalnego libretta francuskiego był Alain Boublil – autor prawie wszystkich tekstów do musicali Claude-Michela Schönberga.
Na początku powstał album koncepcyjny, sprzedano ca. 260 000 kopii. Na jesieni francuski reżyser filmowy Robert Hossein przeniósł go na deski sceniczne. Premiera miała miejsce we wrześniu 1980 w Pałacu Sportów w Paryżu. Spektakl cieszył się olbrzymim zainteresowaniem, lecz po około 100 przedstawieniach zszedł z afisza z powodu innych zobowiązań właścicieli Pałacu (zakontraktowane wcześniej występy cyrkowe). Około 40 000 zawiedzionych widzów nie obejrzało spektaklu.

### Londyn

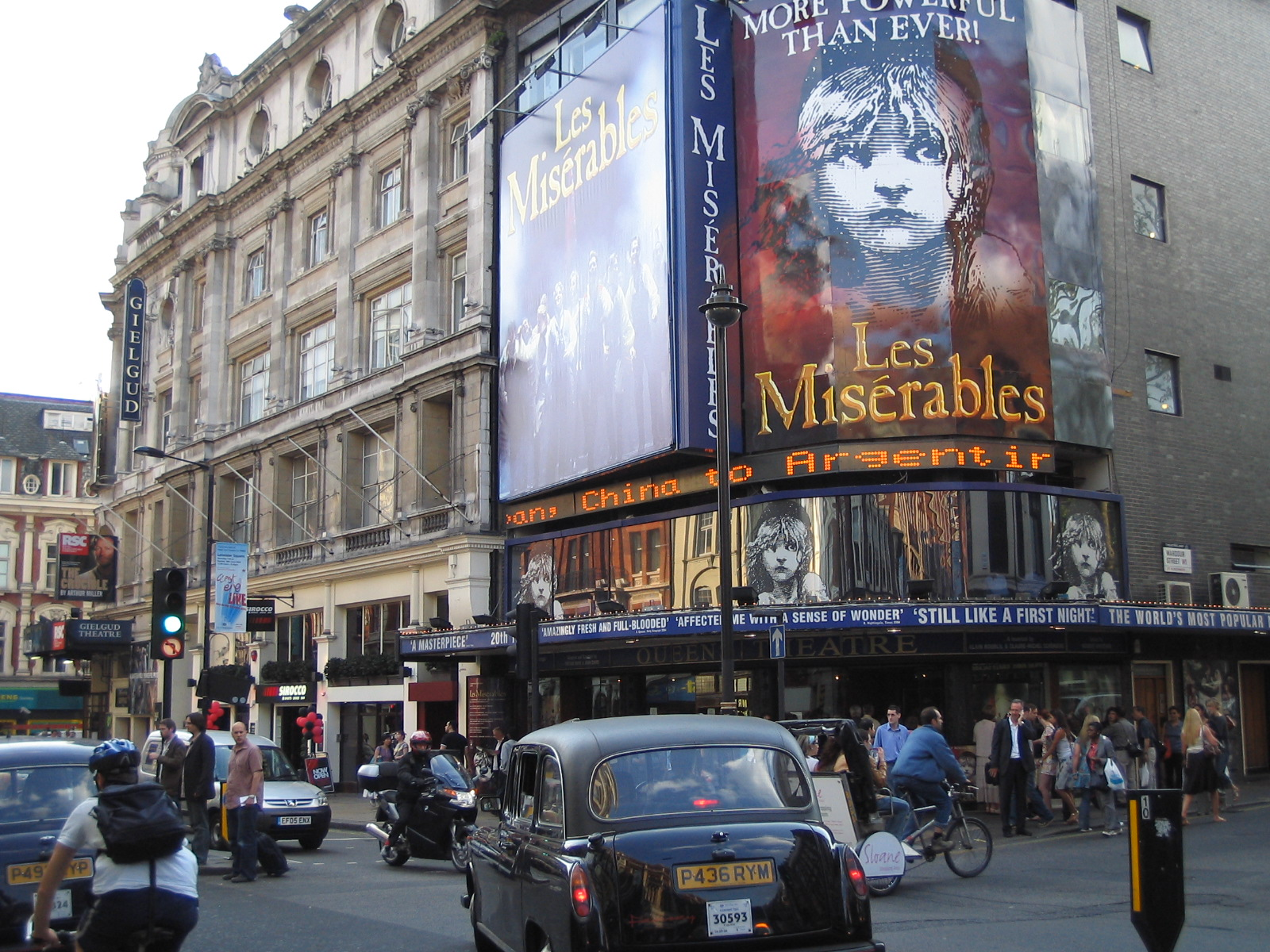
Sondheim Theatre wystawiający Les Misérables na West Endzie

W roku 1982 rozpoczęły się prace nad angielską wersją spektaklu. Angielskie libretto stworzył Herbert Kretzmer, brytyjski dziennikarz i tekściarz. Około 1/3 tekstu było dosłownym tłumaczeniem wersji francuskiej, kolejne 1/3 było jego interpretacją, pozostała 1/3 materiału była nowym, oryginalnym tekstem. Spektakl uległ bowiem znacznym zmianom i poszerzeniu, m.in. o nieistniejący w pierwowzorze prolog (dziejący się w roku 1815). Premiera miała miejsce w dniu 8 października 1985 roku w Barbican Centre. Mimo początkowych złych recenzji spektakl od początku podbił serca publiczności i osiągnął oszałamiający sukces – jest grany w Londynie bez przerwy do dziś. W międzyczasie spektakl przenosił się dwa razy (w 1985 i 2004) na inną scenę i obecnie grany jest w Sondheim Theatre (dawny Queens Theatre). W roku 2019 na kilka miesięcy przedstawienie przeniesiono tymczasowo do Gielgud Theatre na czas remontu Sondheim Theatre.
Londyńskie przedstawienie pobiło 2 światowe rekordy długości grania spektaklu musicalowego:
- jest grane bez przerwy od ponad trzydziestu lat
- 5 stycznia 2010 odbyło się dziesięciotysięczne przedstawienie[3]

#### 25 rocznica
W październiku 2010 minęło 25 lat od chwili londyńskiej premiery spektaklu. Z tej okazji przygotowano następujące przedsięwzięcia rocznicowe:
- w dniu 19 grudnia 2009 spektaklem w Cardiff rozpoczęło się jubileuszowe rocznicowe tournée (25th Anniversary International Tour), które dotarło m.in. do Manchesteru, Norwich, Birmingham, Edynburga, Bristolu, Salford i Southampton. Na ponad miesiąc przedstawienie zawitało do Paryża[4].
- w dniach 14 września – 2 października 2010 Tour dotarł do Londynu, przedstawienia wystawiano na scenie Barbican Center, zagrano 22 spektakle[5]
- w dniu 3 października 2010 odbyły się 2 koncerty galowe w O2 Dome[6]. Koncert był transmitowany na żywo i z poślizgiem m.in. w kinach Wielkiej Brytanii, Irlandii, Kanady, Niemiec i Danii. Pod koniec listopada 2010 zapis tych koncertów został wydany na DVD i Blu-Ray.

Obie inscenizacje otrzymały unowocześnioną aranżację, zarówno muzyczną (zmieniono orkiestrację utworów), jak i graficzną – w dużej części inspirowaną grafikami Victora Hugo.

### Broadway
Premiera nowojorska miała miejsce w dniu 12 marca 1987, gdzie odbyło się 6680 spektakli do momentu zdjęcia z afisza 18 maja 2003 (3 najdłużej grany spektakl w historii Broadwayu). Spektakl po przearanżowaniu i reorkiestracji wszedł na deski ponownie 9 listopada 2006 i był grany do stycznia 2008 roku. Łączna liczba spektakli na Broadwayu wyniosła 7143.

### Polska

#### Gdynia
W latach 1989–2000 spektakl w reżyserii Jerzego Gruzy i w przekładzie libretta Andrzeja Jareckiego i Gustawa Gottesmana był wystawiany w gdyńskim Teatrze Muzycznym im. Danuty Baduszkowej (wersja non-replica, scenografia: Łucja i Bruno Sobczakowie). Premiera miała miejsce 30 czerwca 1989 roku.

##### Obsada
- Jean Valjean – Zenon Bester, Krzysztof Stasierowski, Jerzy Jeszke
- Javert – Andrzej Słabiak, Andrzej Śledź
- Fantyna – Katarzyna Chałasińska, Anna Dauksza, Elżbieta Rakowska
- Cosette – Ewa Świątek, Anna Widera
- Eponina – Katarzyna Cygan, Magdalena Woźniak, Anna Sztejner
- Marius – Edmund Jabłoński, Dariusz Siastacz, Tomasz Steciuk
- Madame Thenardier – Ewa Kuculis, Urszula Polanowska
- Thenardier – Wojciech Cygan, Piotr Gulbierz
- Enjolras – Maciej Dunal
- Gavroche – Sebastian Jakubowski, Kacper Kuszewski (50. spektakl)
- Mała Cosette – Edyta Kowalska, Agata Rachwał

#### Warszawa
We wrześniu 2009 rozpoczęły się przesłuchania do inscenizacji w warszawskim Teatrze Muzycznym Roma w reżyserii Wojciecha Kępczyńskiego. Premiera miała miejsce 25 września 2010, natomiast pierwsze przedstawienie biletowane zagrano 26 września. W spektaklu warszawskim wykorzystano nowe tłumaczenie libretta autorstwa Daniela Wyszogrodzkiego. Przedstawienie było wystawiane w wersji non-replica (scenografia: Grzegorz Policiński, kostiumy: Magdalena Tesławska i Paweł Grabarczyk, projekty projekcji: Adam Keller), wykorzystano w nim nowocześniejsze rozwiązania techniczne niż w oryginale londyńskim, najpoważniejszą zmianą była rezygnacja ze sceny obrotowej, ruch dekoracji rozwiązano poprzez zdalnie sterowane platformy sceniczne pozycjonowane laserowo.
Ostatnie, 355 przedstawienie odbyło się w dniu 12 maja 2012 roku. Na scenie wystąpili wszyscy wykonawcy i dublerzy głównych ról zastępując się nawzajem w kolejnych scenach.

##### Obsada[11]
- Jean Valjean – Janusz Kruciński, Damian Aleksander
- Javert – Łukasz Dziedzic, Jakub Szydłowski, Krzysztof Bartłomiejczyk
- Fantine – Edyta Krzemień, Anna Gigiel, Katarzyna Walczak
- Cosette – Paulina Janczak, Kaja Mianowana, Weronika Bochat
- Eponine – Ewa Lachowicz, Malwina Kusior, Julia Węgrowicz
- Marius – Marcin Mroziński, Rafał Drozd, Marcin Wortmann
- Madame Thenardier – Anna Dzionek, Anna Sztejner, Izabela Bujniewicz
- Thenardier – Tomasz Steciuk, Grzegorz Pierczyński, Paweł Strymiński
- Enjolras – Łukasz Zagrobelny, Jan Bzdawka
- Gavroche – Tomasz Chodorowski, Jan Cięciara, Miłosz Konkel, Aleksander Kubiak, Jan Rotowski, Marcel Groblewski, Maciej Marcin Tomaszewski
- Mała Cosette – Maja Kwiatkowska, Roksana Rybicka, Julia Siechowicz, Monika Walczak, Anna Kugel, Natalia Pawlikowska, Magda Kusa, Alicja Armata

#### Łódź
Od 14 października 2017 roku przedstawienie jest wystawiane w Teatrze Muzycznym w Łodzi, przedstawienie przedpremierowe miało miejsce 8 października. Reżyseruje Zbigniew Macias, w spektaklu wykorzystano tłumaczenie Daniela Wyszogrodzkiego.

##### Obsada
- Jean Valjean – Marcin Jajkiewicz, Jakub Wocial, Janusz Kruciński
- Javert – Paweł Erdman, Piotr Płuska
- Fantine – Agnieszka Przekupień, Katarzyna Łaska
- Cosette – Joanna Jakubas, Emilia Klimczak, Ewa Spanowska
- Eponine – Justyna Kopiszka, Monika Mulska
- Marius – Michał Dudkowski, Marcin Wortmann, Mariusz Adam Ruta
- Madame Thenardier – Agnieszka Gabrysiak, Beata Olga Kowalska
- Thenardier – Mateusz Deskiewicz, Piotr Kowalczyk, Karol Wolski, Marcin Sosiński
- Enjolras – Łukasz Zagrobelny, Kamil Dominiak, Piotr Płuska
- Gavroche – Bartosz Albrecht, Oliwier Chojnacki, Gustaw Włastowski, Alex Pająk, Paweł Szymański, Artur Izydorczyk,
- Mała Cosette – Livia Ernest, Maria Wójcikowska, Maja Bielińska, Antonina Lewińska, Wiktoria Jajkiewicz, Maria Przybylska, Wiktoria Woźniacka

Po dwóch latach przerwy spowodowanych pandemią, w dniu 23 września 2022 roku wznowiono wystawianie przedstawienia.

### Inne inscenizacje
Spektakl do chwili obecnej był wystawiany w 43 krajach i 292 miastach. Powstały 22 wersje językowe. Łączna liczba profesjonalnych spektakli przekracza 38 000, które obejrzało ponad 55 milionów widzów.

## Akcja

### Akt I
Prolog: Tulon/Digne 1815
Jean Valjean opuszcza galery w Tulonie po odbyciu 19 lat więzienia za kradzież chleba i wielokrotne usiłowanie ucieczki. Wypuszczający go na wolność inspektor policji Javert wręcza mu żółty paszport byłego galernika (Work Song/Look down). Valjean początkowo cieszy się z odzyskanej swobody, jednak szybko przekonuje się, że posiadanie paszportu wyjawia wszystkim jego przeszłość (On Parole). Załamanemu Valjeanowi z pomocą przychodzi biskup miasta Digne, który zaprasza byłego więźnia do siebie na nocleg i kolację. W nocy Valjean ucieka zabierając srebrne naczynia. Zostaje złapany przez żandarmów i przyprowadzony na konfrontację do domu biskupa, który oznajmia, że naczynia zostały przez niego podarowane włóczędze. Po uwolnieniu Valjeana i wyjściu żandarmów biskup obdarowuje go jeszcze srebrnymi lichtarzami prosząc, by za pieniądze ze sprzedaży stał się dobrym człowiekiem. (Valjean Arrested/Valjean Forgiven) Valjean przechodzi przemianę duchową i postanawia zmienić swoje życie (What Have I Done?), drze paszport (zrywając warunki zwolnienia warunkowego) i zmienia tożsamość.
Montreuil-sur-Mer 1822
Przed fabryką w mieście Montreuil gromadzi się tłum biedaków i robotników. Jedna z robotnic, Fantyna zajęta jest czytaniem listu, co wzbudza zainteresowanie. Inna z kobiet wyrywa Fantynie list z ręki i obwieszcza wszystkim wynikający z jego treści fakt, że adresatka ma nieślubne dziecko, które oddała na przechowanie. Informacja dociera do majstra, który wyrzuca dziewczynę z pracy (At the End of the Day). Bezrobotna Fantyna sprzedaje naszyjnik, potem swoje włosy, lecz jedyną szansą zarobku staje się prostytucja (Lovely Ladies). Upokorzona Fantyna wdaje się w bójkę z potencjalnym klientem. Interweniuje Javert, grożąc dziewczynie więzieniem (Fantine’s arrest). Zapobiega temu jednak Madeleine (mer miasta i właściciel fabryki) który po wysłuchaniu Fantyny każe wysłać ją do szpitala.
Na ulicy powstaje zamieszanie, gdy wóz konny przygniata jednego z mieszkańców Montreuil (Cart Crash). Madeleine ratuje mu życie podnosząc wóz. Ten pokaz siły fizycznej zwraca uwagę Javerta, który opowiada merowi historię o Jeanie Valjean – nadludzko mocarnym galerniku z Tulonu, który przez wiele lat ukrywał się przed policją, lecz został niedawno schwytany w Arras. Jean Valjean (bo nim w istocie jest „Madeleine”) jest wstrząśnięty, ktoś inny ma zapłacić za jego winy (Who Am I?). Postanawia wyjawić przed sądem prawdę.
Niearesztowany Valjean wraca do szpitala, by pomóc Fantynie, jest już jednak za późno na interwencję lekarską. Umierająca kobieta (Fantine’s Death/Come To Me) prosi Valjeana o to, by zaopiekował się jej córeczką Cosette, Valjean obiecuje to zrobić. Pojawia się Javert, po wymianie zdań (Confrontation) Valjean obezwładnia inspektora i ucieka.
Montfermeil 1822

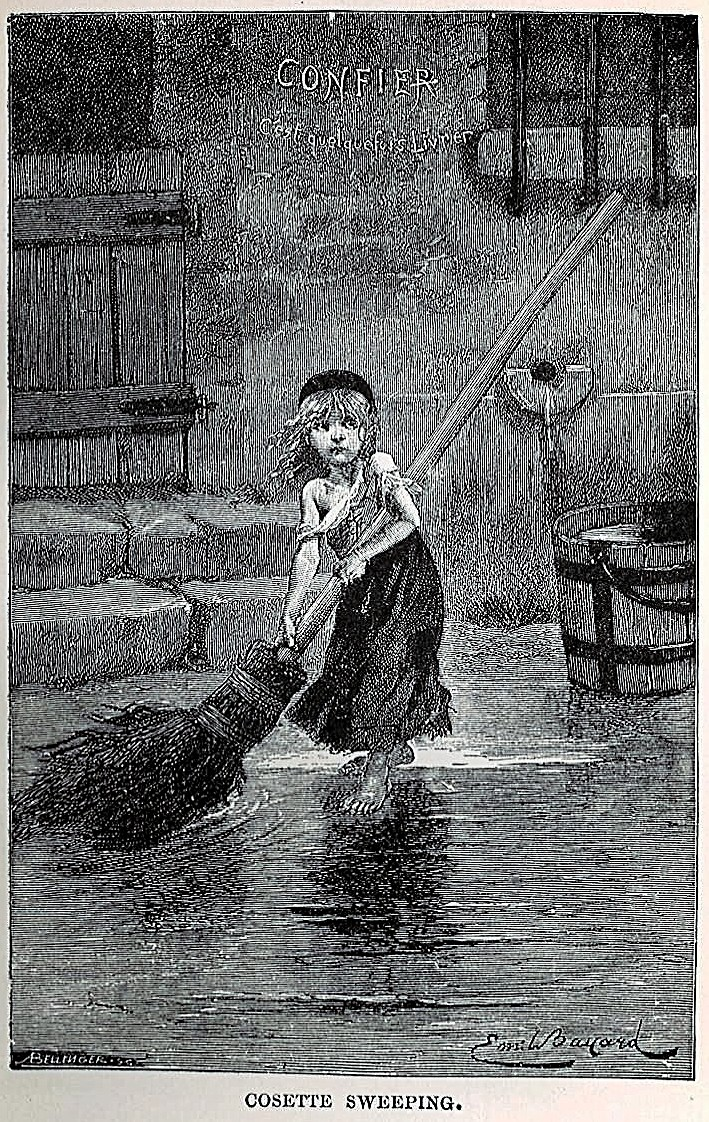
Pierwowzór loga musicalu – mała Cosette

Ośmioletnia Cosette, córka Fantyny przebywa w karczmie karczmarza Thenardiera i jego żony. Wykorzystywana jako służąca i zmuszana do pracy ponad siły, jest też ofiarą ciągłych szyderstw ze strony Thenardierowej (Castle on a Cloud) i jej córeczki, swojej rówieśnicy Eponiny. W nocy mała Cosette zostaje wysłana po wodę ze studni w lesie. W tym czasie w karczmie odbywa się hulanka (Master of the House). Ludyczną atmosferę przerywa pojawienie się Valjeana z odnalezioną w lesie Cosette. Mężczyzna proponuje Thenardierom wykup dziecka, na co ci po wytargowaniu 1500 franków się zgadzają (Thénardier Waltz). Cosette odchodzi z nowym przybranym ojcem do Paryża.
Paryż, 1832 Na paryskiej ulicy zbierają się mieszkańcy najbiedniejszej dzielnicy miasta, Saint-Denis – prostytutki, żebracy, ulicznicy i złodzieje (Look Down – reprise). Nastoletni ulicznik Gavroche opowiada o urokach życia na ulicy, prostytutka kłoci się ze starą żebraczką, zaś studenci sympatyzujący z radykalnymi ideami, Enjolras i Mariusz Pontmercy obserwują nastroje tłumu. Z grupy przestępców wyłaniają się Thenardierowie i nastoletnia Eponina, usiłująca zwrócić na siebie uwagę przystojnego Mariusza. Cała rodzina szykuje napad na filantropa. Rychle pojawia się też ten ostatni, a jest nim Valjean w towarzystwie prawie dorosłej Cosette. (The robbery) Wybucha bójka, ale pojawienie się patrolu policji z Javertem ratuje napadniętych (Javert’s intervention, Stars). Valjean z córką wykradają się cichaczem, jednak złapany Thenardier denuncjuje ich inspektorowi. Mariusz jest od pierwszego wejrzenia oczarowany Cosette. Prosi Eponinę o to, by znalazła dla niego jej adres. Choć sama zakochana w Pontmercym, Eponina zgadza się. (Eponine’s errand)
Mariusz udaje się na spotkanie polityczne koła republikańskiego pod wodzą Enjolrasa (ABC Cafe / Red and Black), jest jednak rozkojarzony swoją miłością. Z mieszanymi uczuciami słucha przemów Enjolrasa szykującego powstanie zbrojne, a także pijackich wygłupów innego studenta – Grantaire’a. Ulega jednak powszechnemu entuzjazmowi (Do You Hear the People Sing?) i obiecuje dołączyć do przyjaciół na barykadach.
Cosette w ogrodzie swego domu usiłuje dowiedzieć się od ojca, dlaczego tak niewiele wie o swojej przeszłości. Ten jednak uparcie milczy. Dziewczyna zastanawia się też, co znaczą jej uczucia dla nieznanego jej jeszcze Mariusza. Mariusz pojawia się wieczorem w ogrodzie przyprowadzony przez Eponinę. (Rue Plumet/In My Life). Cosette i Mariusz wyznają sobie miłość (A Heart Full of Love), Eponina wpada w rozpacz. Randkę przerywa gang Thenardiera, który postanowił napaść Valjeana w jego własnym domu (Plumet Attack). Napastników płoszy jednak krzykiem Eponina. Mariusz ucieka, a Valjean dochodzi do wniosku, że został wyśledzony przez Javerta i pora uciekać z Francji do Londynu. Akt kończy scena zbiorowa, każda z głównych postaci śpiewając własny motyw muzyczny w kontrapunkcie antycypuje dalsze losy (One Day More).

### Akt II
5-6 czerwca 1832 – barykady
Studenci budują barykadę na ulicy Villette (At the Barricade <Upon These Stones>). Dowodzi Enjolras, w szeregach powstańców są Gavroche, Mariusz i Eponina w męskim przebraniu. Chcąc chronić Eponinę, Mariusz wysyła ją z listem pożegnalnym do Cosette (On My Own). Eponina spotyka przed domem Valjeana i oddaje mu pismo, a potem słucha, jak ten głośno odczytuje treść listu. Zrozpaczona jego treścią, wraca na barykadę. W trakcie powrotu zostaje postrzelona i kona w ramionach Mariusza (A Little Fall of Rain). Powstańcy odpierają pierwszy atak na barykadę (Night of Anguish). W międzyczasie demaskują w swoich szeregach prowokatora – to Javert, wysłany przez prefekta policji, by siać zwątpienie wśród buntowników (Little People). Egzekucja schwytanego zostaje odłożona – Javert zostaje uwięziony w pobliskiej karczmie. Tymczasem do walczących dołącza Valjean, od razu włączając się do boju i zabijając snajpera celującego w Enjolrasa. Jako nagrodę za ten czyn prosi o możliwość zastrzelenia Javerta, na co wszyscy się zgadzają; jednak kiedy zostaje z policjantem sam na sam puszcza go wolno oddając strzał w powietrze.
Zapada noc, wszyscy obrońcy barykady wspominają przy winie minione dni (Drink with Me), a następnie udają się na spoczynek. Tylko Valjean wśród ciemności modli się o zachowanie życia Mariuszowi (Bring Him Home).
Następnego dnia w czasie kolejnego szturmu ginie Gavroche wysłany poza barykadę po naboje (The Second Attack <Death of Gavroche>), a w czasie kolejnego uderzenia wojska cała barykada zostaje zniszczona (The Final Attack). Od strzałów snajperów giną wszyscy, ratuje się tylko Valjean i ciężko ranny Mariusz (instrumentalny Sewers) schodząc do kanałów. Inspektor Javert robiąc inspekcję upadłej barykady nie znajduje trupa Valjeana.
Po stłumieniu powstania
Valjean ucieka kanałami wraz z nieprzytomnym Mariuszem na plecach. W kanałach spotyka najpierw Thenardiera (który obdziera ze złotych zębów i zegarków zabite ofiary zamieszek – Dog Eat Dog <The Sewers>), a następnie Javerta. Błaga go o możliwość odwiezienia Mariusza do domu i deklaruje dobrowolny powrót do więzienia, kiedy tylko zapewni już przyszłość Cosette. Inspektor udziela zgody, światopogląd nie pozwala mu jednak zaakceptować łaski i dobroci z ręki zbrodniarza – Javert popełnia samobójstwo rzucając się z mostu do Sekwany (Javert’s Suicide).
Powstanie nie zmienia losu biedoty – życie na ulicach toczy się starym rytmem (Turning). Mariusz odwiedza miejsce dawnych spotkań opłakując przyjaciół (Empty Chairs at Empty Tables). Wkrótce jednak wraca do zdrowia pod opieką Cosette (Every Day <Marius and Cosette>). Przed ślubem obojga młodych (Wedding Chorale) Valjean wyjawia Mariuszowi, że jest byłym galernikiem i postanawia usunąć się w cień, by jego przeszłość nigdy nie zmąciła wizerunku i szczęścia przybranej córki. Na weselu pojawiają się nuworysze Thenardier z żoną (Beggars at the Feast), żądając od Mariusza pieniędzy w zamian za wyjawienie rodzinnej tajemnicy. Thenardier oznajmia, że widział Valjeana w kanałach w noc upadku ostatniej barykady i pokazuje pierścień, z którego okradł wtedy Mariusza. W ten sposób Pontmercy dowiaduje się, że to Valjean uratował mu życie wynosząc z kanałów.
Epilog
Mariusz i Cosette biegną do domu Valjeana, by zaprosić go z powrotem do swojego domu. Jest już jednak za późno – starzec umiera, błogosławiąc przybraną córkę. Pojawiają się duchy Fantyny i Eponiny, by zabrać jego duszę do nieba (Valjean’s Death), a po chwili dołączają do nich także widma wszystkich zabitych na barykadzie, by wspólnie zaśpiewać finałową pieśń nadziei na lepszą przyszłość (Finale).

## Postaci
Główne postaci występujące w musicalu w kolejności pojawiania się na scenie.
| Postać            | Głos                    | Opis postaci |
| ----------------- | ----------------------- | --- |
| Jean Valjean      | tenor                   | Więzień, zwolniony warunkowo z więzienia po 19 latach. Łamie warunki zwolnienia, ukrywa się zmieniając nazwisko. Adoptuje Cosette, córkę Fantyny |
| Javert            | baryton lub bas-baryton | Policjant, jego obsesją jest rygorystyczne stosowanie prawa. Nieustępliwie ściga zbiega Valjeana.                                                |
| Biskup Myriel     | baryton                 | Gości Valjeana w swym domu. Obdarowuje go srebrami, zapoczątkowując tym jego przemianę moralną.                                                  |
| Fantyna           | mezzosopran             | Uwiedziona, pozostawiona z małym dzieckiem. Traci pracę, staje się prostytutką by utrzymać swoje dziecko oddane w opiekę Thénardierom.           |
| Cosette – dziecko | mezzosopran             | Córka Fantyny, 8 lat. Ciężko pracuje fizycznie w karczmie Thénardierów.                                                                          |
| Madame Thénardier | mezzosopran             | Wulgarna żona Thénardiera. |
| Éponine dziecko   | rola niema              | Ośmioletnia rozpieszczana córka Thénardierów. Wychowuje się z Cosette.                                                                           |
| Thénardier        | baryton lub tenor       | Drobny złodziejaszek, prowadzi karczmę. |
| Gavroche          | sopran chłopięcy        | Uliczny paryski łobuziak. |
| Enjolras          | baryton lub tenor       | Przywódca ruchu studenckiego. |
| Mariusz Pontmercy | tenor                   | Student, bliski Éponine, lecz zakochany w Cosette.                                                                                               |
| Éponine           | mezzosopran             | Dorosła córka Thénardierów, w łachmanach. Zakochana bez wzajemności w Mariuszu.                                                                  |
| Cosette           | sopran                  | Zakochuje się z wzajemnością w Mariuszu. |
| Grantaire         | baryton                 | Grantaire – alkoholik, darzący uwielbieniem Enjolrasa.                                                                                           |

## Utwory
Akt I
- Overture – instrumentalny
- Prologue
  - Work Song/Look down – Chór Więźniów
  - On Parole – Valjean, Farmer, Robotnik, Karczmarka, Karczmarz, Biskup
  - Valjean Arrested/Valjean Forgiven – Żandarmi, Biskup
  - Valjean Soliloquy What Have I Done? – Valjean
- At the End of the Day – Biedacy, Nadzorca, Robotnicy, Dziewczyny z Fabryki, Fantyna, Valjean
- I Dreamed a Dream – Fantyna
- Lovely Ladies – Marynarze, Stara Kobieta, Fantyna, Prostytutki, Alfons
- Fantine’s arrest – Klient, Fantyna, Javert, Valjean
- Runaway Cart – Chór, Valjean, Fauchelevant, Javert
- Who Am I? – Valjean
- Fantine’s Death: Come to Me – Fantyna, Valjean
- Confrontation – Javert, Valjean
- Castle on a Cloud – Cosette (dziecko), Madame Thénardier
- Master of the House – Thénardier, Madame Thénardier, Chór Gości
- The Bargain – Waltz of Treachery – Thénardier, Valjean, Madame Thénardier, Cosette (dziecko)
- Look Down – reprise – Żebracy, Gavroche, Stara Kobieta, Prostytutka, Alfons, Enjolras, Mariusz Pontmercy
- The Robbery – Thénardier, Madame Thénardier, Mariusz Pontmercy, Eponine, Valjean
- Javert’s Intervention – Javert, Thénardier
- Stars – Javert
- Eponine’s Errand – Éponine, Mariusz Pontmercy
- ABC Cafe / Red and Black – Studenci, Enjolras, Mariusz Pontmercy, Grantaire, Gavroche
- Do You Hear the People Sing? – Enjolras, Studenci, Żebracy
- Rue Plumet/In My Life –  Cosette, Valjean, Mariusz Pontmercy, Éponine
- A Heart Full of Love – Marius, Cosette, Éponine
- Plumet Attack – Thénardier, Złodzieje, Éponine, Mariusz Pontmercy, Valjean, Cosette
- One Day More – Valjean, Mariusz Pontmercy, Cosette, Éponine, Enjolras, Javert, Thénardier, Madame Thénardier, Zespół

Akt II
- Building the Barricade (Upon These Stones) – Enjolras, Javert, Mariusz Pontmercy, Éponine, Valjean
- On My Own – Éponine
- At the Barricade – Enjolras, Studenci, Oficer
- Javert’s Arrival – Javert, Enjolras
- Little People – Gavroche, Studenci, Enjolras, Javert
- A Little Fall of Rain – Éponine, Mariusz Pontmercy
- Night of Anguish – Enjolras, Valjean, Studenci
- The First Attack – Enjolras, Studenci, Valjean, Javert
- Drink With Me – Grantaire, Studenci, Chór Kobiet, Mariusz Pontmercy
- Bring Him Home – Valjean
- Dawn of Anguish – Enjolras, Studenci
- The Second Attack (Death of Gavroche) – Enjolras, Mariusz Pontmercy, Valjean, Gavroche, Studenci
- The Final Battle – Oficer, Enjolras, Studenci
- The Sewers – instrumentalny
- Dog Eat Dog (The Sewers) – Thénardier
- Javert’s suicide – Valjean, Javert
- Turning – Chór Kobiet
- Empty Chairs at Empty Tables – Mariusz Pontmercy
- Every Day (Marius and Cosette) / A heart full of love – reprise – Mariusz Pontmercy, Cosette, Valjean
- Valjean’s Confession – Mariusz Pontmercy, Valjean
- Wedding Chorale – Goście, Thénardier, Mariusz Pontmercy, Madame Thénardier
- Beggars at the Feast – Thénardier, Madame Thénardier
- Valjean’s Death – Valjean, Fantyna, Cosette, Mariusz Pontmercy, Éponine
- Epilogue (Finale) – Zespół

## Nagrania

### Muzyczne
Musical doczekał się kilkudziesięciu nagrań płytowych w wielu językach – angielskim, niemieckim, niemieckim austriackim, rosyjskim, francuskim, duńskim, szwedzkim, hiszpańskim, węgierskim, czeskim, hiszpańskim argentyńskim, norweskim, japońskim oraz polskim.
Za najbardziej znaczące uważa się:
- London Original Cast Recording – premierowa obsada z West Endu (1985)[17]
- Broadway Original Cast Recording – premierowa obsada z Broadwayu (1986)
- Complete Symphonic Recording – album studyjny na bazie ówczesnej obsady (1988),
  - australijskiej
  - londyńskiej
  - nowojorskiej
- The Dream Cast in Concert z okazji dziesięciolecia angielskojęzycznej premiery musicalu (1995).
- Dream the Dream – zapis z koncertu w Manchesterze w ramach 25th Anniversary Tour (2010)

Istnieją dwie wersje francuskojęzyczne:
- Original French Version – album koncepcyjny (z 1980) roku z pierwotnymi tekstami, nie zawiera później dokomponowanych utworów (w tym prologu)[18].
- Parisian Revival Version – zapis z paryskiego wznowienia (w roku 1991), libretto jest tłumaczone z wersji angielskiej

Jedynym pełnym zapisem całości spektaklu jest trzypłytowy Complete Symphonic Recording zawierającym również recytatywy. Nie zawiera 2 utworów z oryginalnej wersji londyńskiej z 1985 (Little People /wersja wcześniejsza/ oraz I Saw Him Once), które zostały usunięte z libretta i nie są obecnie wykonywane na scenie.
W dniu 15 kwietnia 2011 wydano na CD polską wersję w wykonaniu artystów stanowiących obsadę spektaklu w teatrze muzycznym Roma. Pojedyncza płyta zawiera wybór 20 utworów i nie jest pełnym zapisem spektaklu.
Tabela zawiera zestawienie utworów na wymienionych wydaniach płytowych.
| Tytuł oryginalny Tytuł polska wersja                    | Londyn 1985 | Broadway 1987 | Dream Cast 1995 | Symphonic 1988 | Paryż 1980 | Paryż 1991 | Warszawa 2011 |
| ------------------------------------------------------- | ----------- | ------------- | --------------- | -------------- | ---------- | ---------- | ------------- |
| Overture/Work Song Uwertura/Schyl kark                  | Yes         | Yes           | Yes             | Yes            | No         | Yes        | Yes           |
| On Parole                                               | No          | No            | Partially       | Yes            | No         | No         | No            |
| Valjean Arrested, Valjean Forgiven                      | Partially   | Partially     | Yes             | Yes            | No         | Partially  | No            |
| Valjean’s Soliloquy (What Have I Done?)                 | Yes         | Yes           | Yes             | Yes            | No         | Yes        | No            |
| At the End of the Day Kiedy kończy się dzień            | Yes         | Yes           | Yes             | Yes            | Yes        | Yes        | Partially     |
| I Dreamed a Dream Wyśniłam sen                          | Yes         | Yes           | Yes             | Yes            | Yes        | Yes        | Yes           |
| Lovely Ladies Miłe panie                                | Yes         | Yes           | Partially       | Yes            | Partially  | Yes        | Yes           |
| Fantine’s Arrest                                        | No          | No            | Yes             | Yes            | Partially  | No         | No            |
| The Runaway Cart                                        | No          | No            | Partially       | Yes            | No         | No         | No            |
| Who Am I? – The Trial Kim mam być                       | Yes         | Yes           | Yes             | Yes            | No         | Yes        | Yes           |
| Come to Me (Fantine’s Death)                            | Yes         | Yes           | Yes             | Yes            | No         | Yes        | No            |
| The Confrontation                                       | Yes         | Yes           | Yes             | Yes            | No         | Yes        | No            |
| Castle on a Cloud Zamek pośród chmur                    | Partially   | Partially     | Partially       | Yes            | Yes        | Partially  | Yes           |
| Master of the House Kramu tego król                     | Partially   | Partially     | Partially       | Yes            | Partially  | Partially  | Partially     |
| The Bargain                                             | No          | No            | Partially       | Yes            | Yes        | No         | No            |
| The Waltz of Treachery                                  | Yes         | Yes           | Yes             | Yes            | Yes        | Yes        | No            |
| Look Down                                               | Partially   | Yes           | Yes             | Yes            | Yes        | Yes        | No            |
| The Robbery                                             | No          | No            | No              | Yes            | Partially  | No         | No            |
| Javert’s Intervention                                   | No          | No            | No              | Yes            | No         | No         | No            |
| Little People (Former) *                                | Yes         | No            | Partially       | No             | Yes        | No         | No            |
| Stars Gwiazdy                                           | Yes         | Yes           | Yes             | Yes            | No         | Yes        | Yes           |
| Éponine’s Errand                                        | No          | No            | No              | Yes            | No         | No         | No            |
| The ABC Café / Red and Black                            | Partially   | Partially     | Yes             | Yes            | Partially  | Partially  | No            |
| Do You Hear the People Sing? Słuchaj, kiedy śpiewa lud  | Yes         | Yes           | Yes             | Yes            | Yes        | Yes        | Yes           |
| I Saw Him Once *                                        | Yes         | No            | No              | No             | No         | No         | No            |
| In My Life Z biegiem lat                                | Partially   | Yes           | Partially       | Yes            | Partially  | Yes        | Yes           |
| A Heart Full of Love Jest w sercu mym                   | Partially   | Yes           | Yes             | Yes            | Partially  | Yes        | Yes           |
| The Attack on Rue Plumet                                | Partially   | Partially     | Partially       | Yes            | Partially  | Partially  | No            |
| One Day More! Jeszcze dzień!                            | Yes         | Yes           | Yes             | Yes            | Yes        | Yes        | Yes           |
| At the Barricade (Upon These Stones)                    | No          | Partially     | No              | Yes            | No         | Partially  | No            |
| On My Own Sama tak                                      | Yes         | Yes           | Yes             | Yes            | No         | Yes        | Yes           |
| Building the Barricade                                  | Partially   | Yes           | Yes             | Yes            | No         | Yes        | No            |
| Javert’s Arrival                                        | No          | Yes           | Yes             | Yes            | No         | Yes        | No            |
| Little People                                           | No          | Partially     | Yes             | Yes            | No         | Partially  | No            |
| A Little Fall of Rain To tylko pada deszcz              | Yes         | Yes           | Yes             | Yes            | Yes        | Yes        | Yes           |
| Night of Anguish                                        | No          | Yes           | Yes             | Yes            | Yes        | No         | No            |
| The First Attack                                        | No          | Partially     | Yes             | Yes            | Partially  | Partially  | No            |
| Drink With Me Wino pij                                  | Yes         | Yes           | Yes             | Yes            | Partially  | Yes        | Yes           |
| Bring Him Home Daj mu żyć                               | Yes         | Yes           | Yes             | Yes            | No         | Yes        | Yes           |
| Dawn of Anguish                                         | No          | No            | No              | Yes            | No         | No         | No            |
| The Second Attack (Death of Gavroche)                   | No          | No            | No              | Yes            | Yes        | No         | No            |
| The Final Battle                                        | No          | No            | Yes             | Yes            | No         | No         | No            |
| The Sewers                                              | No          | No            | Yes             | Yes            | No         | No         | No            |
| Dog Eats Dog                                            | Yes         | Yes           | Yes             | Yes            | No         | Yes        | No            |
| Javert’s Suicide Samobójstwo Javerta                    | Partially   | Partially     | Yes             | Yes            | Partially  | Yes        | Yes           |
| Turning Płynie, płynie                                  | Yes         | Yes           | Yes             | Yes            | No         | Yes        | Yes           |
| Empty Chairs at Empty Tables Pusty stół i puste krzesła | Yes         | Yes           | Yes             | Yes            | No         | Yes        | Yes           |
| Every Day (Marius and Cosette)                          | No          | No            | Yes             | Yes            | No         | No         | No            |
| Valjean’s Confession                                    | No          | No            | No              | Yes            | Yes        | No         | No            |
| The Wedding Chorale                                     | Partially   | Partially     | Partially       | Yes            | Yes        | Partially  | No            |
| Beggars at the Feast                                    | Yes         | Yes           | Partially       | Yes            | Yes        | Yes        | No            |
| Valjean’s Death Epilog                                  | Partially   | Partially     | Yes             | Yes            | Partially  | Partially  | Yes           |
| Finale Epilog                                           | Yes         | Yes           | Yes             | Yes            | No         | Yes        | Yes           |

 = cały utwór na płycie
 = część utworu na płycie
 = brak utworu na płycie
*Utwory te po premierze londyńskiej w 1985 zostały usunięte z libretta musicalu

Tytuły polskie podano kursywą – tylko dla utworów z polskiego tłumaczenia Daniela Wyszogrodzkiego.

### Wizualne

#### Koncerty galowe
Istnieją dwa wizualne zapisy musicalu. Pierwszym jest The Dream Cast in Concert (1995) zapis koncertu z okazji dziesięciolecia angielskiej wersji musicalu. Jest to wersja galowa pozbawiona ruchu scenicznego, aktorzy śpiewają do stacjonarnych mikrofonów.
Pod koniec listopada 2010 ukazał się na DVD i Blu-ray zapis koncertu z okazji 25 rocznicy londyńskiej premiery, który odbył się 3 października 2010 w Londynie w hali O2 Dome. Również ta wersja koncertowa jest statyczna (śpiew do stojących mikrofonów), aczkolwiek starano się uzyskać zminimalizowany ruch sceniczny.

#### Adaptacja filmowa
W marcu 2011 ogłoszono, że Tom Hooper (reżyser nominowanego do Oskara Jak zostać królem) podpisał kontrakt na reżyserowanie filmowej adaptacji Les Misérables, we wrześniu podano pierwsze dane dotyczące obsady – główne role mieli zagrać Hugh Jackman (Valjean) i Russell Crowe (Javert) oraz Amanda Seyfried (Cosette) i Anne Hathaway jako Fantyna. Początek zdjęć miał miejsce w marcu 2012 a premiera kinowa miała miejsce w grudniu 2012.
Film zdobył łącznie 3 statuetki Oscara, jedną z nich otrzymała Anne Hathaway.